# بادي كيلي
بادي كيلي (بالإنجليزية: Paddy Kelly)‏ هو لاعب قذف أيرلندي، ولد في 1955 في Kilmallock ‏ في جمهورية أيرلندا.